# Цона Артиђанале Раут (Болцано)
Цона Артиђанале Раут је насеље у Италији у округу Болцано, региону Трентино-Јужни Тирол.
Према процени из 2011. у насељу је живело 273 становника. Насеље се налази на надморској висини од 763 м.